# Hadrianische Teilung
Die Hadrianische Teilung ist ein Begriff aus dem Sachenrecht und bezeichnet eine auf den römischen Kaiser Hadrian (67–138) zurückgehende Regelung des Eigentumserwerbs an Schatzfunden.

## Kodifikationen
Eine Kodifikation dazu findet sich in den Institutiones Iustiniani (Inst. 2. 1. 39), enthalten im später so genannten Corpus iuris civilis. Das deutsche BGB hat sie in § 984 übernommen. Dort heißt es:

„Wird eine Sache, die so lange verborgen gelegen hat, dass der Eigentümer nicht mehr zu ermitteln ist (Schatz), entdeckt und infolge der Entdeckung in Besitz genommen, so wird das Eigentum zur Hälfte von dem Entdecker, zur Hälfte von dem Eigentümer der Sache erworben, in welcher der Schatz verborgen war.“

Entsprechende Bestimmungen enthalten beispielsweise § 399 des österreichischen ABGB, Artikel 716 des französischen Code civil und Artikel 351 Código Civil Español.
In Österreich galt allerdings vom 1. Jänner 1812 (sic!) bis 31. Jänner 2002, also vor der heutigen Rechtslage, dass der Staat ein Drittel erhielt. Die bis 2002 geltende Fassung des § 399 ABGB begann mit den Sätzen: „Von einem Schatze wird der dritte Theil zum Staatsvermögen gezogen. Von den zwey übrigen Drittheilen erhält Eines der Finder, das andere der Eigenthümer des Grundes.“

## Hadrianische Teilung und Schatzregal
Handelt es sich bei den gefundenen Sachen um archäologische Funde, so kann die Hadrianische Teilung in allen deutschen Bundesländern § 984 BGB durch ein von Land zu Land verschieden ausgestaltetes, landesrechtlich begründetes Schatzregal überlagert werden. Nach diesem Schatzregal steht das Eigentum am denkmalwerten Schatz allein dem Staat zu, sofern der Schatz, je nach Bundesland, von wissenschaftlichen oder besonderem wissenschaftlichen Wert ist.
In Österreich ändert sich an den Regeln über das Eigentum nichts, wenn ein Fund dem Denkmalschutz unterliegt oder nicht. Denkmalschutz begründet aber Verhaltenspflichten der Eigentümer (Erhaltung, Meldung von Veränderungswünschen usw.). Das kann, wenn hohe Erhaltungsaufwände anfallen, zu materiellen Nachteilen führen, die durch Unterstützungen aus öffentlichen Mitteln gemildert werden können. In Österreich sind Funde sofort, spätestens am nächsten Tag dem Bundesdenkmalamt anzuzeigen.